# Депутаты Сената Парламента Казахстана V созыва
Полномочия сената парламента Республики Казахстан V созыва начались с открытием его первой сессии 20 января 2012 года и продолжались до начала работы первой сессии парламента VI созыва (25 марта 2016 года).
В V созыве парламента Республики Казахстан были продолжены полномочия депутатов сената, избранных в 2008 и 2011 годах, назначенных президентом Республики Казахстан Нурсултаном Назарбаевым в 2007 и 2011 годах.
26 августа 2013 года в связи с истечением конституционного срока полномочий депутатов сената, назначенных в августе 2007 года, указом президента Казахстана были назначены 8 депутатов.
1 октября 2014 года состоялись выборы депутатов сената. Полномочия депутатов, избранных в октябре 2008 года, были прекращены в связи с регистрацией депутатов, избранных в октябре 2014 года.

## Список депутатов сената V созыва
Всего за период полномочий сената V созыва его депутатами были 72 человека.
| ФИО                                  | Срок полномочий депутата сената | Комментарий |
| ------------------------------------ | ------------------------------- | --- |
| Абайдильдин, Талгатбек Жамшитович    | 2005—2017                       | Избран от Восточно-Казахстанской области в 2005 и 2011 годах |
| Абдыкаримов, Оралбай                 | 1999—2004, 2007—2013            | Назначен указом президента |
| Абыкаев, Нуртай Абыкаевич            | 2004—2007, 2015—2017            | Назначен указом президента 25 декабря 2015 года |
| Адырбеков, Икрам Адырбекович         | 2011—2017                       | Назначен указом президента в 2011 году |
| Айтаханов, Куаныш Айтаханулы         | 2005—2017                       | Избран от Южно-Казахстанской (сейчас — Туркестанской) области в 2005 и 2011 годах |
| Айтимова, Бырганым Сариевна          | 1996, 2013—2019                 | Назначена указом президента в 2013 году |
| Акимов, Рашит Каиржанович            | 2014—2020                       | Избран от Акмолинской области в 2014 году |
| Акылбай, Серик Байсеитулы            | 2005—2017                       | Избран от Карагандинской области в 2005 и 2011 годах |
| Алтынбаев, Мухтар Капашевич          | 2010—2017                       | Назначен указом президента 8 апреля 2010 года |
| Амиров, Иран Амирович                | 2011—2017                       | Избран от Жамбылской области в 2011 году |
| Астаев, Ертаргын Какимбекович        | 2011—2017                       | Избран от Жамбылской области в 2011 году |
| Ахметов, Адиль Курманжанович         | 2007—2013                       | Назначен указом президента в 2007 году |
| Ахметов, Рашит Сайранович            | 1999—2017                       | Избран от Западно-Казахстанской области в 2005 и 2011 годах |
| Баймаханов, Кожахмет Мадибаевич      | 2008—2014                       | Избран от Кызылординской области в 2008 году |
| Бактиярулы, Мурат                    | 2011—2023                       | Избран от Кызылординской области в 2011 и 2017 годах |
| Башмаков, Анатолий Афанасьевич       | 2002—2014                       | Избран от Северо-Казахстанской области в 2002 и 2008 годах |
| Бейсенбаев, Аскар Асанович           | 2013—2019                       | Назначен указом президента в 2013 году |
| Бекназаров, Бектас Абдыханович       | 2014—2020                       | Назначен указом президента 11 августа 2014 года |
| Бектаев, Али Абдикаримович           | 2014—                           | Избран от Южно-Казахстанской (сейчас — Туркестанской) области в 2014 году |
| Бектурганов, Серик Чингисович        | 2014—2020                       | Избран от Костанайской области в 2014 году |
| Бижанов, Ахан Хусаинович             | 2005—2017                       | Избран от города Алматы в 2005 и 2011 годах |
| Билялов, Серик Султангазинович       | 2013—2017                       | Избран от Северо-Казахстанской области в 2013 году |
| Бобров, Владимир Яковлевич           | 2012—2016                       | Назначен указом президента |
| Бортник, Михаил Михайлович           | 2008—2020                       | Избран от Мангистауской области в 2008 и 2014 годах |
| Валиев, Хусаин Хасенович             | 2008—2014                       | Избран от Костанайской области в 2008 году |
| Громов, Сергей Николаевич            | 2013—2019                       | Назначен указом президента |
| Джаксыбеков, Серик Рыскельдинович    | 2014—2020                       | Избран от города Астаны в 2014 году |
| Джалмагамбетова, Светлана Жакияновна | 2003—2014                       | Избрана от Акмолинской области в 2003 и 2008 годах |
| Еламанов, Бекмырза Кайыпулы          | 2014—2020                       | Избран от Кызылординской области в 2014 году |
| Енсегенов, Сарсенбай Курманулы       | 2008—2020                       | Избран от Атырауской области в 2008 и 2014 годах |
| Ергалиев, Жабал Ергалиевич           | 2011—2017                       | Избран от Акмолинской области в 2011 году |
| Ершов, Сергей Михайлович             | 2014—                           | Избран от Карагандинской области в 2014 году |
| Ескендиров, Самат Сапарбекович       | 2011—2013                       | Избран от Северо-Казахстанской области в 2011 году. В январе 2013 года назначен акимом Северо-Казахстанской области. |
| Есим, Гарифолла                      | 2007—2013                       | Назначен указом президента в 2007 году |
| Жолдасбаев, Муратбай Сматаевич       | 2014—2020                       | Избран от Жамбылской области в 2014 году |
| Жумабаев, Ермек Жианшинович          | 1996—2014                       | Избран от Павлодарской области |
| Жылкышиев, Болат Абжапарулы          | 2007—2013                       | Назначен указом президента |
| Ищанов, Кайрат Кыдрбаевич            | 2005—2017                       | Избран от Атырауской области в 2005 и 2011 годах |
| Касымов, Гани Есенгельдинович        | 2007—2013                       | Назначен указом президента |
| Киинов, Ляззат Кетебаевич            | 2013—2017                       | Назначен указом президента |
| Ким, Георгий Владимирович            | 2013—2019                       | Назначен указом президента |
| Кубайчук, Юрий Алексеевич            | 2002—2014                       | Избран от Карагандинской области в 2002 и 2008 годах |
| Кубенов, Манат Шарапиденович         | 2014—2020                       | Избран от Павлодарской области в 2014 году |
| Кузеков, Асхат Сайпиевич             | 2011—2017                       | Избран от Павлодарской области в 2011 году |
| Кулагин, Сергей Витальевич           | 2011—2014                       | Назначен указом президента. В мае 2014 года назначен акимом Акмолинской области. |
| Куставлетов, Дулат Рашитович         | 2013—2019                       | Назначен указом президента |
| Мами, Кайрат Абдразакович            | 2011—2013                       | Назначен указом президента. С апреля 2011 года по октября 2013 — председатель сената. 16 октября 2013 года назначен председателем Верховного суда Республики Казахстан.                                                                                                   |
| Мукаев, Ербулат Рахметович           | 2008—2020                       | Избран от Западно-Казахстанской области в 2008 и 2014 годах |
| Мукашев, Тулеубек Тулеуович          | 2014—2020                       | Избран от города Алматы в 2014 году |
| Мусаханов, Ансар Турсунканович       | 2014—2020                       | Избран от Алматинской области в 2014 году |
| Мухамеджанов, Толеген Мухамеджанович | 2007—2012                       | Назначен указом президента |
| Нигматулин, Ерлан Зайруллаевич       | 2011—2015                       | Назначен указом президента |
| Нугербеков, Серик Нугербекович       | 2012—2015                       | Назначен указом президента. В сентябре 2015 года назначен членом счётного комитета по контролю за исполнением республиканского бюджета. |
| Нургалиев, Женис Мирасович           | 2010—2023                       | Избран от Костанайской области в 2010 и 2017 годах |
| Омаров, Кайсар Оспанович             | 2008—2014                       | Избран от города Астаны в 2008 году |
| Оразалин, Нурлан Мыркасымович        | 2013—2016                       | Назначен указом президента |
| Перепечина, Ольга Валентиновна       | 2014—                           | Избрана от Северо-Казахстанской области в 2014 году |
| Плотников, Сергей Викторович         | 2008—2020                       | Избран от Восточно-Казахстанской области в 2008 и 2014 годах |
| Полторабатько, Людмила Григорьевна   | 2011—2017                       | Назначена указом президента |
| Рахманбердиев, Орынбай               | 2002—2014                       | Избран от Южно-Казахстанской области в 2002 и 2008 годах |
| Редкокашин, Владимир Николаевич      | 2011—2017                       | Избран от города Астаны в 2011 году |
| Савченко, Александр Георгиевич       | 2008—2014                       | Избран от Жамбылской области в 2008 году |
| Сагиндыков, Елеусин Наурызбаевич     | 2002—2004, 2011—2017            | Избран от Актюбинской области в 2011 году |
| Судьин, Александр Сергеевич          | 2007—2013                       | Назначен указом президента |
| Сулейменов, Нурлан Ильясович         | 2008—2014                       | Избран от Алматинской области в 2008 году |
| Тагимов, Марат Мурзагалиевич         | 2014—2020                       | Избран от Актюбинской области в 2014 году |
| Токаев, Касым-Жомарт Кемелевич       | 2007—2011, 2013—2019            | Назначен указом президента. С 11 января 2007 по 15 апреля 2011 года и с 16 октября 2013 по 20 марта 2019 года — председатель сената. 20 марта 2019 года вступил в должность президента Казахстана как председатель сената парламента после отставки Нурсултана Назарбаева |
| Турегельдинов, Жумабек Сулейменович  | 2002—2014                       | Избран от города Алматы в 2002 и 2008 году |
| Турлашов, Лаззат Махатович           | 2011—2016                       | Избран от Алматинской области |
| Тусупбеков, Рашид Толеутаевич        | 2015—2019                       | Назначен указом президента |
| Цхай, Юрий Андреевич                 | 2007—2013                       | Назначен указом президента |
| Чельпеков, Бактыбай Акбердыевич      | 2011—2023                       | Избран от Мангистауской области в 2011 и 2017 годах |